# FIFAクラブ世界選手権2001
FIFAクラブ世界選手権2001（英: FIFA Club World Championship 2001）は、2001年にスペインで開催される予定だったFIFAクラブ世界選手権である。

## 大会中止までの経緯
2001年のクラブ世界選手権はスペインで開催されると発表された。しかし、スイスの広告代理店ISLの倒産で、結局中止となった。参加予定だった12クラブには、75万ドルの補償金が支払われた。その後4年間は開催されず、結局、トヨタカップと統合し、2005年にFIFAクラブ世界選手権2005として第2回大会が日本で開催された。

## 出場が予定されていたクラブ
| クラブ名                       | 所在国         | 所在大陸 | 参加資格                                         |
| ------------------------------ | -------------- | -------- | ------------------------------------------------ |
| アル・ヒラル                   | サウジアラビア | AFC      | アジアクラブ選手権1999-2000 優勝                 |
| ジュビロ磐田                   | 日本           | AFC      | アジアスーパーカップ1999 優勝                    |
| アクラ・ハーツ・オブ・オーク   | ガーナ         | CAF      | CAFチャンピオンズリーグ2000 優勝                 |
| アル・イスマイリー             | エジプト       | CAF      | CAFカップ2000 準優勝                             |
| ロサンゼルス・ギャラクシー     | アメリカ合衆国 | CONCACAF | CONCACAFチャンピオンズカップ2000 優勝            |
| オリンピア                     | ホンジュラス   | CONCACAF | CONCACAFチャンピオンズカップ2000 準優勝          |
| パルメイラス                   | ブラジル       | CONMEBOL | コパ・リベルタドーレス2000 準優勝                |
| ボカ・ジュニアーズ             | アルゼンチン   | CONMEBOL | トヨタカップ2000 優勝                            |
| ウーロンゴン・ウルブス         | オーストラリア | OFC      | オセアニアクラブ選手権2000-01 優勝               |
| レアル・マドリード             | スペイン       | UEFA     | UEFAチャンピオンズリーグ1999-00 優勝             |
| ガラタサライ                   | トルコ         | UEFA     | UEFAカップ1999-00 優勝                           |
| デポルティーボ・ラ・コルーニャ | スペイン       | UEFA     | リーガ・エスパニョーラ1999-2000 優勝（開催国枠） |